# Judy Blume

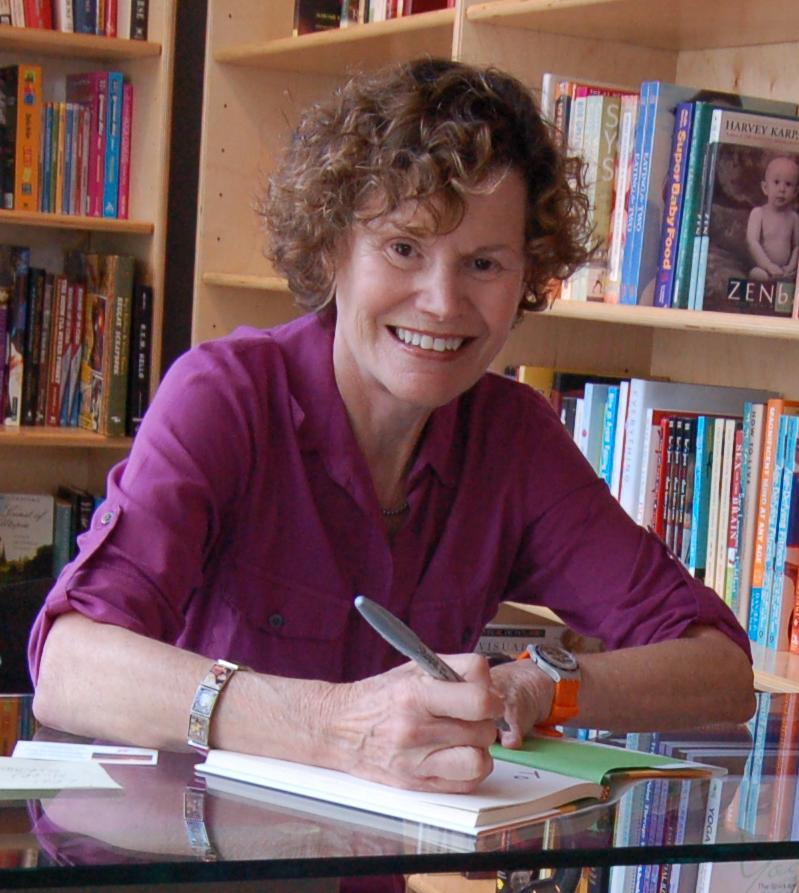
Judy Blume (2009)

Judy Blume (Geburtsname: Judith Sussman) (* 12. Februar 1938 in New Jersey) ist eine US-amerikanische Kinder- und Jugendbuchautorin.

## Biographie
Nach dem Schulbesuch studierte sie Pädagogik an der New York University.
1969 veröffentlichte sie mit The One in the Middle is the Green Kangaroo ihr erstes Buch. Ihr drittes Buch Bist du da, Gott? Ich bin’s, Margaret (1970) brachte ihr Beifall für ihre aufrichtige Betrachtungsweise des Beginns der Pubertät und ihren natürlichen, wenngleich einfachen, Schreibstil. Dies führte jedoch andererseits dazu, dass bei ihren nachfolgenden Büchern versucht wurde, die Auflagenhöhen zu reduzieren. Ihre Deutlichkeit brachte sie darüber hinaus in Konflikt mit Eltern, aber sie hatte andererseits ein bemerkenswertes Verhältnis zu ihren Lesern und ignorierte Konfrontationen.
Zu ihren weiteren Werken, in denen sie sich mit Themen wie Menstruation, Masturbation, Scheidung und Mobbing befasste, gehören:
- Then Again, Maybe I Won’t (1971)
- It’s not the End of the World (1972)
- Deenie (1973)
- Blubber (1974)
- Forever (1975)
- Superfudge (1980)
- Here’s to You, Rachel Robinson (1993)

Für große Verdienste in der Jugendliteratur erhielt sie 1996 den Margaret A. Edwards Award der American Library Association; 2015 wurde sie mit der Regina Medal ausgezeichnet.